# Corpulentosoma cornutum
Corpulentosoma cornutum är en tvåvingeart som beskrevs av Townsend 1914. Corpulentosoma cornutum ingår i släktet Corpulentosoma och familjen parasitflugor.
Artens utbredningsområde är Peru. Inga underarter finns listade i Catalogue of Life.